# Saborma
Saborma is een geslacht van vlinders van de familie snuitmotten (Pyralidae), uit de onderfamilie Phycitinae.

## Soorten
- S. forcipella Ragonot, 1888
- S. papuacola Hampson, 1917
- S. vicina (Saalmüller, 1880)